# Crotalaria boranica
Crotalaria boranica är en ärtväxtart som beskrevs av Baker f.. Crotalaria boranica ingår i släktet sunnhampor, och familjen ärtväxter.

## Underarter
Arten delas in i följande underarter:
- C. b. boranica
- C. b. trichocarpa